# 小舒伊卡
小舒伊卡（羅馬化：Maloshuyka）是俄罗斯阿尔汉格尔斯克州的市级镇，属奥涅加区，位于小舒伊卡河畔。
该地2021年有人口2,273人；2010年人口2,886；2002年人口3,164；1989年人口3,972。